# Friedrich August Ukert
Friedrich August Ukert (28 de octubre de 1780 – 18 de mayo de 1851) fue un historiador y erudito alemán. Interesado en cuestiones humanitarias, trabajó como profesor.

## Semblanza
Ukert nació en Eutin, Obispado de Lübeck. Desde 1800 estudió filología en la Universidad de Halle como estudiante de Friedrich August Wolf, tras lo que continuó su educación en la Universidad de Jena, donde entre sus instructores figuraron Johann Heinrich Voss, Johann Jakob Griesbach y Christian Gottfried Schütz. Tras acabar sus estudios, trabajó como tutor, primero en Danzig, y más adelante en Weimar, donde se encargó de la educación de los dos hijos de Friedrich Schiller. En 1808 se trasladó a Gotha para trabajar como inspector en el Liceo Illustre. Poco después encontró ocupación como bibliotecario en la biblioteca ducal de la ciudad. Cuando murió todavía desempeñaba el cargo de bibliotecario jefe en Gotha.
Ayudó a Arnold Heeren a compilar la colección histórica, Geschichte der Europäischen Staaten (Historia de los Estados de Europa).

## Eponimia
- El cráter lunar Ukert lleva este nombre en su memoria.[2]